# ألبرت إيرهارد
ألبرت إيرهارد هو قاضي وسياسي نيجيري، ولد في 1862، وتوفي في 1929.